# Georges Ribemont-Dessaignes
 (février 2023).
Georges Ribemont-Dessaignes né le 19 juin 1884 à Montpellier et mort le 9 juillet 1974 à Saint-Jeannet est un écrivain, poète, dramaturge et peintre français.
Il est autour de 1915, avec Marcel Duchamp et Francis Picabia, l'un des précurseurs à Paris de l'esprit qu'en 1916 à Zurich Tristan Tzara nomme « dada ». À partir de 1920 il participe à toutes les activités du mouvement et l'on dira de lui qu'il avait alors écrit « le seul théâtre dada, la seule musique dada », anticipant dans ces deux domaines sur les développements ultérieurs des thèmes de l'absurde et du recours à l'aléatoire. Proche ensuite des surréalistes, il rompt en 1929 avec André Breton et rejoint Le Grand Jeu. Après guerre, il produit des préfaces littéraires et reste éloigné de Paris.

## Biographie
Georges Ribemont-Dessaignes naît le 19 juin 1884 à Montpellier où son père enseigne l'obstétrique à l'université avant de s'installer dans une villa de Neuilly-sur-Seine, gynécologue mondain amateur de musique, pratiquant plusieurs instruments et exposant au Salon des artistes français. Originaire du Puy (Haute-Loire) où la famille fabrique des dentelles, son arrière-grand-père, Jean-Philibert Dessaignes, oratorien défroqué lors de la Révolution, contribue à la fondation du lycée de Vendôme, enseigne la philosophie et les sciences physiques, reçoit un grand prix de l'Institut pour ses expériences sur la phosphorescence. C'est son père, Alban Dessaignes, qui ajoute à son nom de famille celui de sa mère beauceronne. Après deux ans d'école publique, Georges Ribemont-Dessaignes suit les leçons particulières de l'instituteur et de « l'abbé Caracaca ». Vers 16 ans il se tourne vers la philosophie, joue de la flûte, compose des symphonies, quatuors et opéras puis, songeant à devenir peintre, fréquente l'atelier de Jean-Paul Laurens à l'Académie Julian et aux Beaux-Arts de Paris.
En 1909, Georges Ribemont-Dessaignes se lie avec le sculpteur Raymond Duchamp-Villon et ses deux frères peintres Jacques Villon et Marcel Duchamp, qu'il retrouve chaque semaine, jusqu'à la Première Guerre mondiale, à Puteaux, tout comme Jean Metzinger, Albert Gleizes, Fernand Léger. Par Duchamp, il entre bientôt en relations amicales avec Francis Picabia. Jusque-là influencé par l'impressionnisme et les nabis, il cesse en 1913 de peindre, « arrivé à la conclusion qu'il n'y avait aucune raison de peindre de telle ou telle manière plutôt que de telle autre », confie-t-il dans Déjà jadis (p. 50). Picabia puis Duchamp partis aux États-Unis, Ribemont-Dessaignes, mobilisé en 1915, est versé dans les Services de renseignements aux familles à l'École militaire. Alors que dada se prépare en Suisse, il compose ses premiers poèmes « dadaïstes avant la lettre » et des pièces de théâtre, notamment L'Empereur de Chine, écrit sur les fiches du ministère de la Guerre, qui annoncent Eugène Ionesco et Samuel Beckett.
À partir de 1919, Ribemont-Dessaignes recommence à peindre, composant des œuvres « mécanistes » ou « mécanomorphes », souvent au dos de ses toiles précédentes, tel le Grand Musicien de l'ancienne collection André Breton, qui sont exposées en 1920 avec une préface de Tristan Tzara. Dans la revue 391 fondée en 1917 par Picabia à Barcelone puis transplantée à New York, Zurich et Paris, et dont il devient un moment le gérant, il publie des poèmes et plusieurs pamphlets, notamment en novembre 1919 contre les artistes du Salon d'automne où il expose avec Picabia, et en mars 1920 contre Albert Gleizes et la Section d'or.
Arrivé à Paris à la fin de 1919, Tzara était l'inventeur, en présence de Jean Arp, du nom de « dada » le 8 février 1916 à Zurich. Il avait déjà accueilli leurs écrits dans sa revue à partir de 1918 lorsqu'il y réalise une jonction avec le groupe formé par Marcel Duchamp, Picabia et Ribemont-Dessaignes et le groupe de la revue Littérature, fondée en mars 1919, qui réunit André Breton et Philippe Soupault, déjà pré-surréalistes dans leur utilisation de l'écriture automatique, Louis Aragon et leurs amis.
À partir de 1920, âge d'or de dada, Georges Ribemont-Dessaignes participe activement à toutes les grandes manifestations publiques du mouvement, à l'occasion desquelles il montre ses peintures, lit des textes et écrit de courtes pièces de théâtre, notamment le Serin muet, joué par Breton, muni d'un long thermomètre, et Soupault, déguisé en Noir et tenant une cage à oiseau. En mars et mai 1920, l'interprétation au piano de deux de ses œuvres, composées à l'aide d'« une sorte de roulette de poche, avec un cadran sur lequel étaient inscrites des notes, de demi-ton en demi-ton, en guise de numéros », le Pas de la chicorée frisée puis Le Nombril Interlope, et son exécution de la Danse Frontière contribuent aux scandales et déchaînent les injures de la presse. Il fait simultanément partie des auteurs rassemblés dans l'Anthologie Dada.
En avril 1921, Georges Ribemont-Dessaignes est encore le guide de la visite d'une douzaine des membres de dada à l'église Saint-Julien-le-Pauvre, lisant devant colonne ou sculpture un article au hasard d'un gros dictionnaire Larousse. En mai, il écrit le réquisitoire de la Mise en accusation de Maurice Barrès par le groupe, sous la présidence de Breton, pour « crime contre la sûreté de l'esprit ». Avec tous les dadaïstes, il collabore à Proverbe, fondé par Paul Éluard, à Dada au grand air, réalisé après un séjour au Tyrol de Tzara, Arp, Éluard, Max Ernst et Breton durant l'été, et, en novembre, à Dada, sa naissance, sa vie, sa mort, textes rassemblés à Anvers dans le no 16 de la revue Ça Ira ! par Clément Pansaers. Alors qu'il quitte Paris, pratiquant culture et élevage à Montfort-l'Amaury, et écrit son premier roman, L'Autruche aux yeux clos, dada, après quelques sursauts, commence, avec la rupture de Picabia et l'éloignement de Duchamp, à être victime de ses dissensions.
L'échec en février 1922 du Congrès pour la détermination des directives de la défense de l'esprit moderne, ou Congrès de Paris, voulu par André Breton mais que récusent Éluard, Georges Ribemont-Dessaignes, Erik Satie et Tzara, entraînant 45 personnalités à retirer leur confiance au comité d'organisation, marque symboliquement la fin du mouvement. « La mort de Dada n'a pas été une belle mort, ainsi qu'on dit. C'est la mort qui arrive à tout le monde. Une mort n'importe comment », notera Ribemont-Dessaignes dans Déjà jadis (p. 113). Tandis qu'Éluard, Tzara et Ribemont-Dessaignes lancent en avril la revue Le Cœur à Barbe qui ne connaîtra qu'un seul numéro, Breton prend avec Soupault la direction d'une nouvelle série de Littérature qui dès septembre passe violemment à l'offensive contre dada.
Le surréalisme officiellement né en octobre 1924 avec la publication du premier Manifeste de Breton, Ribemont-Dessaignes, qui a pris ses distances avec le nouveau mouvement, est appelé en 1925 à signer sa Lettre ouverte en réponse à un article de Paul Claudel. Il collabore simultanément auprès de René Magritte et Mesens à l'unique numéro de la revue Œsophage, puis en 1926 à Marie. Habitant alors à Neauphle-le-Château, il ne participe cependant que par intermittence aux réunions des surréalistes. Il subsiste alors à l'aide de travaux alimentaires en collaborant à L'Intransigeant, au Figaro, en écrivant pour Le Film complet les équivalents romancés des dernières productions cinématographiques et en travaillant en nègre littéraire à « arranger » les souvenirs de Sarah Bernhardt. Il noue ensuite des relations amicales avec les créateurs, en 1928, du Grand Jeu, Roger Gilbert-Lecomte, René Daumal, Roger Vailland, le peintre Joseph Sima. Lorsque le groupe se trouve condamné en 1929 par Breton, Georges Ribemont-Dessaignes signe, avec Roger Vitrac, Georges Limbour, Michel Leiris, Jacques Prévert, Raymond Queneau, Robert Desnos, Georges Bataille, le pamphlet Un cadavre, particulièrement injurieux, qui manifeste leur rupture avec « l'Inquisiteur ».
En 1930, Georges Ribemont-Dessaignes dirige la revue Bifur (huit numéros) puis revient habiter Paris en 1931, avant de tenir à partir de 1934 un hôtel avec sa femme à Villar-d'Arêne, dans le Dauphiné. En raison de la proximité de la frontière, il le quitte peu après l'entrée en guerre de l'Italie de Mussolini pour s'installer à Chassiers, près de Largentière en Ardèche. Plusieurs de ses proches sont atteints de maladies mortelles et il traverse alors de nombreuses difficultés. Jean Ballard publie à Marseille ses poèmes dans Les Cahiers du Sud, René Daumal en transmet à Max-Pol Fouchet, qui dirige Fontaine à Alger.
Vers 1943, Ribemont-Dessaignes revient dans les Hautes-Alpes puis, après la Libération, regagne Paris. Remarié, il s'installe en 1946 non loin de Juan-les-Pins pour y cultiver des œillets ou des anémones. Pour vivre, il écrit des préfaces à des œuvres littéraires classiques : Stendhal, 1954 ; Tolstoï ; Voltaire, 1959 ; Diderot, 1956, 1962 ; Cyrano de Bergerac, 1957 ; Rimbaud, 1965, et pour les peintres : Georges Braque, Pablo Picasso, Jean Dubuffet Maurice Utrillo ou Sima. Il réalise également des émissions à la radio, notamment des entretiens avec Marc Chagall, Henri Matisse, Henri Sauguet et Tzara. Poursuivant son œuvre littéraire, poétique et romanesque dans une veine plus réaliste, il recommence à dessiner des paysages en 1944 à Villar-d'Arène puis, dans un graphisme serré, des visions d'arbres et de pierres à Saint-Jeannet (Alpes-Maritimes), près de Vence, où il s'installe à partir de 1955.
Il subit une grave opération en 1963 et le Mercure de France publie quelques-uns des poèmes que lui inspirent ses nuits dans les couloirs d'hôpitaux. Tandis qu'il tient une chronique consacrée aux disques dans La Gazette littéraire de Lausanne, la galerie Chave présente à Vence en 1965 une grande exposition de ses œuvres plastiques.
Georges Ribemont-Dessaignes meurt à Saint-Jeannet le 9 juillet 1974.
André Breton devait reconnaître dans ses Entretiens que « Tzara, Picabia et Ribemont-Dessaignes » avaient été « les seuls vrais “dadas” ».

## Citations
« Qu'est-ce que c'est beau? Qu'est-ce que c'est laid ? Qu'est-ce que c'est grand, fort, faible ? Qu'est-ce que c'est Carpentier, Renan, Foch ? Qu'est-ce que c'est moi? Connais pas, connais pas, connais pas. »

— Georges Ribemont-Dessaignes (1920), in: Déjà jadis ou Du mouvement dada à l'espace abstrait, 1958, p. 84.

« Il y eut Dada tel qu'on le fit sans le savoir. Et Dada tel qu'il apparaît dans l'histoire. Pour moi il arriva à point nommé parce que j'avais compris, à la suite des révolutions successives du XXe siècle, qu'il me fallait faire table rase de toutes les valeurs et de tout absolu, et jouer avec l'antiréalité des choses dont l'art ou la pensée se nourrissaient : c'est ainsi que naît vraiment la poésie. Quand Dada parut, j'avais déjà écrit mon “Empereur de Chine”, qu'on incorpora à Dada. Mais je suivis celui-ci fidèlement jusqu'au jour où il ne trouva plus sa nourriture. »

— Georges Ribemont-Dessaignes, in: Le Monde, supplément au no 6884, Paris, 1er mars 1967.

## Témoignages
« L'impatience de vivre était grande, le dégoût s'appliquait à toutes les formes de la civilisation dite moderne, à son fondement même, à la logique, au langage, et la révolte prenait des formes où le grotesque et l'absurde l'emportaient de loin sur les valeurs esthétiques. Il ne faut pas oublier qu'en littérature une sentimentalité envahissante masquait ce qui était humain et que le mauvais goût à prétention élevée s'étalait dans tous les domaines de l'art, caractérisait la force de la bourgeoisie en ce qu'elle avait de plus odieux. »

— Tristan Tzara, entretien radiophonique avec Georges Ribemont-Dessaignes, Chaîne nationale, mai 1950, in: René Lacôte et Georges Haldas, Tristan Tzara, Paris, Pierre Seghers éditeur, 1952, p. 17.

« Que quelques-uns des rescapés du fléau Dada se consolent mal du fait que leurs provocations et actes de vandalisme aient subi le triste sort d'“entrer dans l'histoire” après une courte et brillante carrière dans l'euphorie ; que des historiens, escamoteurs de l'esprit Dada, puissent sérieusement proclamer que le mouvement Dada fut par son pouvoir destructeur même un des plus constructifs de notre époque ; que de respectables musées entraînent de respectables équipes à glaner dans les champs de bataille et arènes “culturels” quelques misérables débris de bombes éclatées jadis; que ces mêmes éclats soient montés en épingle et présentés à un public respectueux comme trésors historiques ou objets de valeur esthétique ; […] tout cela, et les autres calamités qui menacent de s'abattre sur Dada dès son “entrée dans l'histoire”, jamais désirée, jamais recherchée par lui, seront devenues un de ces forfaits qui ne peuvent se produire sans graves falsifications de l'histoire; tout cela pourrait paraître monstrueux, absurde, grotesque, immoral, si une des fondamentales pensées Dada ne consistait à affirmer que ce n'est que normal, médiocre, moyen, vulgaire et inévitable. »

— Max Ernst, in: Le Monde, supplément au no 6884, Paris, 1er mars 1967.

## Œuvres

### Anthologie
- Dada, Manifestes, poèmes, nouvelles, articles, projets, théâtre, cinéma, chroniques (1915-1929), nouvelle édition revue et présentée par Jean-Pierre Begot, Paris, éditions Champ libre, 1974-1978.

### Romans
- L'Autruche aux yeux clos, Paris, au Sans-Pareil, 1924.
- Ariane, Paris, Éditions du Sagittaire, 1925 ; Éditions J.-M. Place, 1977.
- Oui et Non ou La Cage dans l'oiseau, Prague, 1926 (inédit en français).
- Clara des jours, Les Cahiers du Sud, Marseille, 1927.
- Le Bar du lendemain, Paris, Emile-Paul, 1927 ; Paris, Gallimard, 1972.
- Céleste Ugolin, Paris, Kra, 1928.
- Frontières humaines, Paris, Éditions du Carrefour, 1929 ; Éditions Plasma, 1979.
- Adolescence, Paris, Emile-Paul, 1930.
- Elisa, Paris, Grasset, 1931.
- Monsieur Jean ou l'Amour absolu, Paris, Grasset, 1934 (Prix des Deux Magots).
- Smeterling, Paris, Corrêa, 1945.
- Le Temps des catastrophes, Paris, Calmann-Lévy, 1947.
- Adolescence, Paris, Allia, 1989, 388 p. (ISBN 2904235205).
- Autruche aux yeux clos (L’), Paris, Allia, 1993, 192 p. (ISBN 2904235639).
- Céleste Ugolin, Paris, Allia, 1993, 180 p. (ISBN 2904235655).
- Clara des jours, Paris, Allia, 1991, 96 p. (ISBN 2904235337).
- Monsieur Jean ou l’amour absolu, Paris, Allia, 1991, 284 p..
- Sérénade à quelques faussaires, Paris, Allia, 1991, 56 p. (ISBN 2904235345).
- Smeterling, Paris, Allia, 1988, 280 p. (ISBN 2904235132).

### Poésie
- Ombres, Paris, René Debresse, 1942.
- Alerte, Genève, Lettres, 1944.
- Ecce Homo, Paris, Gallimard, 1945.
- La Nuit, la Faim, lithographies de Braque, Paris, Adrien Maeght, 1960.
- Le Sang, la Sève, l'Eau et les Larmes, J. Gontal-Darly, 1968.
- Cryptogrammes (20 lithographies et 20 poèmes), Vence, Pierre Chave, 1968.
- La Ballade du soldat, 34 lithographies de Max Ernst, Vence, Pierre Chave, 1972.
- Le Règne végétal, collages de Max Papart et photographies d'André Villers, Ottawa, Éditions de l'Université d'Ottawa, 1972.
- Anthologie de la nouvelle poésie française, Paris, Kra, 1928.
- Anthologie des poètes de la NRF, Paris, Gallimard, 1960.

### Théâtre
- L'Empereur de Chine suivi de Le Serin Muet, Paris, au Sans-Pareil, 1921.
- Le Bourreau du Pérou, Paris, au Sans-Pareil, 1928.
- Faust, Imprimerie Paillart, 1931.
- Théâtre [L'Empereur de Chine, Le Serin Muet et Le Bourreau du Pérou], Paris, Gallimard, 1966.

### Beaux-Arts
- Man Ray, Paris, Gallimard, 1929.
- Joan Miró (avec Jacques Prévert), Paris, Maeght, 1956.

### Essai
- Déjà jadis ou Du mouvement dada à l'espace abstrait, Paris, Julliard, collection « Les Lettres nouvelles », 1958, 301 p. ; collection 10/18, 1973.

### Littérature pour la jeunesse
- Tico-Tico, avec des photographies d'Ylla, Paris, Gallimard, 1952.

### Traductions
- Les Troubadours, Genève, Egloff, 1946.
- Poésies complètes de Nietzsche, édition bilingue, Paris, Éditions du Seuil, 1948.; Édition Plasma, 1982 ; avec une présentation de Ribemont-Dessaignes, Édition Champ libre, 1984 ; Éditions Ivrea, 2007.
- Sonnets de Michel-Ange, édition bilingue, Paris, Club français du Livre, 1961 ; Éditions Allia, 2024.

### Autres œuvres
- Testaments, 1955.
- Tétanos mystique, 1972.
- Lettre à Benjamin Fondane, 1964.
- Monsieur Morphée empoisonneur public, 1966.
- Correspondance, 1971.
- Arthur Rimbaud, 1971.
- L'horrible révélation… la seule, 1973.
- Caves en plein ciel, 1977.
- Neuf haï kaï, 1977.
- Poèmes et chroniques retrouvées, 1982.
- Mes chers petits éternels, 1992.
- Joseph Sima, 2000.
- La Divine bouchère, recueil de nouvelles, 2006.

### Sources
- Georges Ribemont-Dessaignes, Déjà jadis ou Du mouvement dada à l'espace abstrait, 1958.
- Franck Jotterand, Georges Ribemont-Dessaignes, 1966.

1. ↑  p. 40

#### Sur dada et Georges Ribemont-Dessaignes
- Georges Hugnet, L'Aventure Dada, Paris, Galerie de l'Institut, 1957, 131 p.
- Philippe Soupault, Profils perdus, Paris, Mercure de France, 1963, 177 p. ; coll. « Folio », 1999  (ISBN 2070407209).
- Michel Sanouillet, Dada à Paris, Paris, Pauvert, 1965, 648 p.
- Franck Jotterand, Georges Ribemont-Dessaignes, suivi d'un choix de textes, Paris, Pierre Seghers éditeur, collection « Poètes d'aujourd'hui », 1966, 192 p.
- « Dada, à 50 ans, entre en littérature », textes d'Alain Bosquet, petite anthologie Dada, trois déclarations de Marx Ernst, Philippe Soupault et Georges Ribemont-Dessaignes, Le Monde, supplément au no 6884, Paris, 1er mars 1967.
- Georges Ribemont-Dessaignes, préface de Robert Lebel, texte et poèmes de Georges Ribemont-Dessaignes, Vence, Galerie Alphonse Chave, 1975.
- Marcel Jouhandeau, Journaliers XXVIII, 1973-1974 (Gallimard, 1982) pages 128 et 131.